# Simmone Jade Mackinnon
Simmone Jade Mackinnon (Mount Isa, 19 maart 1973) is een Australisch actrice.
Simmone gebruikt verschillende namen:
- Simmone Jade MacKinnon
- Simmone MacKinnon
- Simmone Jade Mckinnon

Sinds 2003 speelde ze Stevie Hall in McLeod's Daughters, het langstzittende personage. 
Simmone speelde een aantal jaren mee in de Australische versie van Cats, maar moest hier vanwege blessures mee stoppen. Op haar 25e woonde ze in de Verenigde Staten toen ze via de zus van de ex-vrouw van Aaron Jeffrey hoorde dat ze een nieuw personage voor de Australische televisieserie McLeod's Daughters zochten. De serie zendt anno 2008 het laatste seizoen uit in eigen land.
In maart 2010 kreeg ze een zoon.

## Filmografie
| Jaar      | Titel                         | Rol                      |
| --------- | ----------------------------- | ------------------------ |
| 2009      | The Cut                       | Dominica                 |
| 2003-2008 | McLeod's Daughters (tv-serie) | Stevie Hall              |
| 2006      | Submission                    | Dominique                |
| 2003      | Dark Waters                   | Robin Turner             |
| 2003      | Deep Shock                    | Dr. Anne Fletcher        |
| 2002      | Python 2                      | Nadia                    |
| 2001      | Attila the Hun (miniserie)    | N'Kara / Ildiko          |
| 1999–2000 | Baywatch                      | Allie Reese              |
| 1999      | The Lost World (tv-serie)     | Elura                    |
| 1998–1999 | All Saints                    | Kimberly 'Krystal' Woods |
| 1998      | Water Rats (tv-serie)         | Bianca Mathias           |
| 1997      | Dust Off the Wings            | Mel                      |
| 1996      | Dating the Enemy              | Doktersassistente        |

- Bibliothèque nationale de France: cb14592579k (data)
- International Standard Name Identifier: 0000 0004 0957 8407
- Library of Congress Control Number: no2010003750
- Nationale Bibliotheek van Polen: a0000002200275
- Système universitaire de documentation: 083440348
- Virtual International Authority File: 303246386
- WorldCat: E39PBJyRtTyPbKhYy4Q9vGQjG3